# Senkó Zsombor
Senkó Zsombor (Zalaegerszeg, 2003. január 4. –) magyar utánpótlás-válogatott labdarúgó, a Zalaegerszegi TE kapusa.

## Pályafutása

### Klubcsapatokban
Senkó szülővárosának csapatában, a Zalaegerszegben kezdett el futballozni, majd 2016 és 2019 között a Szombathely utánpótlásában játszott. 2019-ben az olasz élvonalbeli Juventus akadémiájára került; tagja volt a 2021-2022-es szezonban az UEFA Ifjúsági Liga elődöntőéig jutó U19-es csapatnak, jó teljesítményének köszönhetően pedig 2022 januárjában kétszer is a felnőtt csapat kispadján foglalhatott helyet a Serie A-ban; január 6-án a Napoli, január 9-én pedig a Roma ellen léphetett volna pályára Wojciech Szczęsny helyett, azonban egyik mérkőzésen sem cserélték be. 2023 januárjában jelentette be a magyar másodosztályú Diósgyőr csapata, hogy szerződtette a Juventus csapatától. 2023 júniusában 2+1 évre írt alá a Zalaegerszeghez.
2024 júliusában a zalaiak lendvai testvércsapatához, a Nafta Lendavához igazolt, a kölcsönszerződése egy évre szól.

### A válogatottban
Többszörös magyar utánpótlás-válogatott kapus.

## Sikerei, díjai
Diósgyőri VTK
- NB II bajnok: 2022–23